# Louis de Villeneuve-Bargemon
Louis de Villeneuve-Bargemon, né le 19 août 1746 au château de Bargemon et mort le 21 mars 1818 à Lorgues, est un prélat français.

## Biographie
Il est le fils de Christophe de Bargemon, baron de Vaucluse, et de Thérèse Françoise de Lombard Gourdon. Il entra au grand séminaire Saint-Sulpice à Paris. Il reçoit un canonicat de la métropole d'Aix en 1763, puis est nommé prieur de Tiffauges, en 1779. Il devient vicaire général d'Emmanuel de Bausset, puis de Louis-Marie de Nicolaÿ. Insermenté, il dut émigrer en Italie.
Curé de Lorgues depuis 1803, il est nommé par le roi à l'évêché de Gap en 1817 mais refuse en raison de son état de santé. Il meurt à Lorgues le 21 mars 1818.